# Porto União
Porto União là một đô thị thuộc bang Santa Catarina, Brasil. Đô thị này có diện tích 851,24 km², dân số năm 2007 là 33095 người, mật độ 38,9 người/km².